# Xanthostemon laurinus
Espèce
Synonymes
- Fremya laurina Vieill. ex Pamp. & Pampal.[1]
- Xanthostemon multiflorus f. laurinus Pamp.[1]

Xanthostemon laurinus est une espèce de plantes à fleurs de la famille des Myrtaceae. C’est un arbuste endémique au Nord-Ouest de la Nouvelle-Calédonie.